# 구조체학
구조체학(Structome)은 분자생물학의 한 분야로서 분자 3차원 구조를 체계적이고 대량으로 분석연구하는 생정보학의 한 분야이다. 특히 단백질의 3차원 구조 분석이 주료를 이룬다. PDB와 같은 3차원 단백질 구조 데이터베이스에서 좌표를 얻어서 대량으로 단백질과 단백질 도메인을 분류하는 등의 업무가 기초적이다.